# Tadeusz Nowak (działacz antykomunistyczny)
Tadeusz Nowak (ur. 1931, zm. 2020) – współzałożyciel Demokratycznej Armii Krajowej, młodzieżowej organizacji antykomunistycznej. Więzień polityczny w latach 1950–1954.

## Życiorys[1]
1 września 1949 roku wraz z czwórką kolegów założył nielegalną organizację antykomunistyczną, której 22 września nadano nazwę Demokratyczna Armia Krajowa. Tadeusz Nowak sprawował funkcje zastępcy przewodniczącego i obrońcy w sądzie DAK. Po śledztwie prowadzonym przez WUBP, skazany przez Wojskowy Sąd Rejonowy w Rzeszowie wyrokiem z dnia 8 września 1950 roku na siedem lat więzienia, pozbawienie praw publicznych i honorowych na dwa lata oraz przepadek mienia. Karę odbywał w więzieniu na zamku Lubomirskich w Rzeszowie, w więzieniu politycznym we Wronkach, oraz Progresywnym Więzieniu dla Młodocianych w Jaworznie. Po transformacji systemowej w Polsce, podjął szereg działań mających na celu rehabilitację członków DAK oraz upamiętnienie działań organizacji, w tym ufundowanie pamiątkowego sztandaru DAK dla Zespołu Szkół w Strzyżowie w 1994 roku. Zmarł 1 października 2020, a 3 października w strzyżowskiej farze odbył się pogrzeb.